# Al-Matuna
Al-Matuna (arab. المتونة) – miejscowość w Syrii, w muhafazie As-Suwajda. W 2004 roku liczyła 1366 mieszkańców.